# Всего несколько слов в честь господина де Мольера
«Всего несколько слов в честь господина де Мольера» — телевизионный спектакль Анатолия Эфроса, поставленный в 1973 году на Центральном телевидении (Главная редакция литературно-драматических программ) по пьесе М. Булгакова «Кабала святош» и комедии Ж. Б. Мольера «Дон Жуан».

## Сюжет
В спектакле Эфроса эпизоды из жизни Мольера чередуются со сценами из его пьесы, раскрывая трагическую картину противостояния великого драматурга и власти.

## В ролях
- Лев Круглый — Шарль Варле де Лагранж, актёр по прозвищу «Регистр»
- Юрий Любимов — Жан Батист Поклен де Мольер / Сганарель
- Александр Ширвиндт — Дон Жуан
- Ирина Кириченко — Мадлен Бежар, актриса
- Ольга Яковлева — Арманда Бежар Де Мольер, актриса, дочь Мадлен
- Леонид Броневой — Людовик Великий, король Франции
- Валентин Гафт — маркиз д’Орсиньи
- Лев Дуров — Жан-Жак Бутон, тушильщик свечей и слуга Мольера
- Вера Майорова-Земская — Матюрина
- Леонид Каневский — Пьеро
- Антонина Дмитриева
- Григорий Лямпе — господин Диманш, торговец
- Аркадий Песелёв — Муаррон
- Леонид Платонов
- Н. Никонова
- Матвей Нейман — Шаррон, архиепископ Парижский
- Виктор Васильев
- Юрий Багинян — брат Верность, член Кабалы Священного писания (нет в титрах)
- Сергей Смирнов — брат Сила, член Кабалы Священного писания (нет в титрах)
- Тигран Давыдов (нет в титрах)

## Съёмочная группа
- Режиссёр: Анатолий Эфрос
- Оператор: Владимир Полухин

## Реставрация
В 2009 году была проведена реставрация фильма. Исходные киноматериалы подготовлены Гостелерадиофондом, цифровая перезапись оригиналов фонограмм выполнена Научно-исследовательским кинофотоинститутом (НИКФИ), а цифровая реставрация изображения, ремастеринг звука и авторинг проведены объединением «Крупный план».